# نابارا
نابارا (به اسپانیایی: Navarra) یکی از ۱۷ بخش خودمختار اسپانیا و یکی از ۵۰ استان آن است.
پایتخت بخش خودمختار و مرکز استان، پامپلونا است.
این استان ۲۷۲ دهستان دارد.
جشن‌های ۱۰ روزهٔ سن فرمین یکی از معروف‌ترین جشن‌های دنیاست که همه ساله از ۱۷ ژوئیه شروع و به مدت ۱۰ روز ادامه پیدا می‌کند.
در این جشن با رها کردن گاو در خیابان‌های شهر به جشن و پایکوبی می‌پردازند.
طبق آمار به دست آمده از سال ۱۹۲۴ تا سال ۲۰۰۸، ۱۳ نفر بر اثر برخورد با گاوهای خشمگین جان خود را از دست داده‌اند.

## نگارخانه